# Drosophila pilimana
Drosophila pilimana är en tvåvingeart som beskrevs av Grimshaw 1901. Drosophila pilimana ingår i släktet Drosophila och familjen daggflugor.
Artens utbredningsområde är Hawaii.